# Lucy Kaplansky
Lucy Kaplansky (Chicago, 16 de febrero de 1960) es una cantautora estadounidense de música folk basada en Nueva York. Kaplansky es licenciada en psicología clínica por la Universidad Yeshiva. Toca la guitarra, la mandolina y el piano.

## Vida y carrera
Kaplansky es originaria de Chicago; su padre fue el renombrado matemático Irving Kaplansky (1917-2006). A veces toca canciones compuestas por su padre, quién era también un buen pianista. A la edad de 18 años, decide no ir a la universidad, pero se traslada a la ciudad de Nueva York, donde se implica en la escena de música folk, particularmente alrededor del Greenwich Village, donde toca con, entre otros, Suzanne Vega, Shawn Colvin y Richard Shindell.
En 1983 decide formarse como psicóloga, matriculándose en la Universidad Yeshiva. Continúa actuando mientras estudia y empieza a tener algún éxito como parte de un dúo con Colvin. Cuándo empezaron a atraer el interés de las compañías discográficas, Kaplansky declinó las ofertas, escogiendo en cambio instalar una consulta privada y trabajar de psicóloga en un hospital de Nueva York. Durante varios años se concentra en gran parte en este trabajo y actúa poco en conciertos. Hace todavía algún trabajo de sesión, como cantar respaldando vocales en el estudio para Suzanne Vega.
En los primeros 90 se aleja más de la música cuando Colvin, quién en esa época había experimentado algún éxito comercial, le ofreció producir un álbum para ella. El resultado, The Tide, una mezcla de canciones propias y varias versiones, fue publicado por Red House Records en 1994. En esa época decide dejar su práctica de psicología y regresa a la dedicación exclusiva a la música. Otros álbumes han seguido después.
En 1998 Kaplansky se unió con Dar Williams y Richard Shindell para formar el grupo folk: Cry Cry Cry con el que hicieron un álbum y giraron extensamente antes de separarse. Su álbum en solitario Ten Year NIght  de 1999 ganó críticas favorables y aumentó su popularidad llevándola a actuar el la CBS-TV. Su álbum, El Hilo Rojo incluye una canción sobre su experiencia de ser neoyorquina durante el 11 de septiembre de 2001. Curiosamente en agosto de 2001, Kaplansky cantó armonías vocales con John Gorka en un concierto en la World Trade Center plaza.
En 2010 ha colaborado en un álbum titulado Red Horse con dos de sus compañeros de Red House Records, John Gorka y Eliza Gilkyson. También colabora regularmente con John Gorka y Nanci Griffith.

## Discografía

### Propia
- The Tide (1994, re-released 2005)
- Flesh and Bone (1996)
- Ten Year Night (1999)
- Every Single Day (2001)
- The Red Thread (2004)
- Over the Hills (2007)
- Kaplansky sings Kaplansky EP available at live shows (2011)
- Reunion (2012)

### Colaboraciones
- The Song Project (1985) with Frank Christian, Tom Intondi, and Martha Hogen
- Cry Cry Cry (1998) with Dar Williams and Richard Shindell
- Red Horse (13 de julio de 2010) with John Gorka and Eliza Gilkyson
- Tomorrow You're Going (2014) with Richard Shindell (The Pine Hill Project)